# Битка код Патаја
Битка код Патаја (18. јун 1429) је једна од већих битака Стогодишњег рата између Француза и Енглеза у северном делу Централне Француске. Представља комплетну победу Француске и тренутак када се окренула ратна срећа у Стогодишњем рату. Иако је победа приписана вођству Јованке Орлеанке, већи део борбе се одиграо код претходнице француске војске, и битка се завршила пре него што је главни део снага пристигао.

## Увод у битку
Након пробијања опсаде Орлеана, Французи су повратили пар енглеских утврђења у долини Лоаре. Овим потезом су успостављени мостови за будући француски напад на енглеску и бургундску територију на северу - наиме, скоро цела Француска северно од Лоаре је била под страном управом. Француска кампања 1429. године у долини Лоаре се састојала из пет битака:
- Опсада Орлеана
- Битка код Жаргоа
- Битка код Менга-на-Лоари
- Битка код Божансија
- Битка код Патаја.

Битка код Патаја се одиграла дан после енглеске предаје код Божансија. И у овој бици, Енглези су хтели да искористе исту тактику коју су успешно примењивали код Кресија, Поатјеа и Азенкура. Наиме, тактика је захтевала окупљање великог броја дуголуких стрелаца, при чему би они испред својих положаја поболи наоштрене кочеве. Улога кочева је била да успори и онемогући ефикасан и силовит јуриш француских тешких коњаника, док би их стрелци масакрирали. Међутим, код Патаја, Француски одреди су успели да ухвате Енглезе неприпремљене, и буквално их прегазе - применивши стратегију која је допринела претходним њиховим поразима.
Ниједна друга држава у Европи није толико практиковала коришћење дугог лука као Енглеска. Иако је само оружје било прилично јефтино за производњу, техника потребна за његово ефективно руковање је захтевала стајаћу војску. За време средњег века, војници су се борили сезонски, и кампање су углавном престајале пред јесењу жетву. Дуголуки стрелци и племићи су били једина стајаћа војска, мада је постојала одбојност других према првим, а конто пробијања класног прерогатива.

## Ток битке
Пратећи пораз код Орлеана, одред појачања под енглеским заповедником сер Џоном Фастолфом је напустио Париз. Французи су се кретали брзо, заузимајући три моста и прихватајући енглеску предају код Божансија пре него што је Фастолф дошао. Знајући да не могу победити спремну енглеску војску на отвореном, Французи су брзо претраживали област у нади да ће наићи на енглеску војску пре него што припреме за битку буду готове.
Енглези су се срели са преосталим браниоцима код Менга-на-Лоари. На овој локацији, француске јединице су заузеле само мост, али не и оближњи замак и град. Браниоци који су се повукли код Божансија су им се придружили. Иако се данас не зна тачно место које су Енглези заузели, сматра се да је то било близу сићушног села Патај. Фастолф, Џон Талбот и сер Томас Скејлз су заповедали енглеском војском.
Стандардна одбрамбена тактика енглеских дуголуких стрелаца је била да у близини својих положаја забоду зашиљене кочеве у земљу. Овим потезом би успевали да успоре напредовање непријатељске пешадије, а посебно коњице, стварајући себи довољно времена да неутралишу противнике на даљину. Међутим, стрелци су одали свој положај пре него што су извршили потребне припреме. Наиме, постоји прича да је јелен одлутао на поље близу енглеске војске, у том тренутку су стрелци кренули да узвикују ловачке покличе, покушавајући да га погоде. Бука је узбунила француске извиђаче, који су брзо довели претходницу своје војске и напали Енглезе.
Око 1.500 тешко оклопљених и наоружаних коњаника под командом капетана Ла Ира и Жана Потона де Зантраја су извршили јуриш и напали неприпремљене Енглезе. Битка се убрзо претворила у махнит бег енглеских војника, од којих су најбоље прошли они који су успели да умакну на коњима. Остали, углавном пешадија састављена од дуголуких стрелаца, сасечени су стотинама. Стрелци никад нису били одређени за борбу против тешко наоружаних витезова сем ако се не би претходно распоредили на неком добром одбрамбеном положају, те су у овом случају били десетковани. Коначно је француска тактика фронталног напада донела похвалне резултате.

## Епилог битке
Поред Талбота, Французи су заробили и многе виђеније енглеске племиће. Фастолф је, са малом дружином војника, срамно побегао. Џон, Војвода од Бедфорда је окривио Фастолфа за пораз и лишио га чланства Реда подвезице. Ово представља почетак његове донекле незаслужене репутације и основу за легендарног Фалстафа.
Као најважнија последица битке код Патаја по Енглезе, издваја се мањак заповедника и дуголуких стрелаца, услед погибије и заробљавања. Французи су победом изборили несметано напредовање на север ка Ремсу, што је резултовало крунисањем француског дофена за краља Шарла Седмог. Овим потезом је решен проблем око наслеђа француског престола.